# L'Enfance d'Oliver Twist
L'Enfance d'Oliver Twist è un cortometraggio muto francese del 1910 diretto da Camille de Morlhon.
Anche in questo secondo adattamento cinematografico dell'opera di Charles Dickens, seguendo quelle che erano le convenzioni dell'epoca e la pratica stabilitasi nelle rappresentazioni teatrali dell'Ottocento, il ruolo (maschile) di protagonista fu affidato ad un'attrice bambina (La petite Renée Pré). Per il ruolo di "Fagin" si opta come di norma per un attore di grande peso ed esperienza (qui Jean Périer).
Il cortometraggio di Camille de Morlhon è più lungo e elaborato di quello americano diretto l'anno prima da James Stuart Blackton. Nel 1912 usciranno i primi lungometraggi della vicenda: Oliver Twist, prodotto negli Stati Uniti dalla General Film Company, e Oliver Twist, diretto nel Regno Unito da Thomas Bentley.

## Trama
Il film si compone dei seguenti episodi: "Oliver Twist diventa orfano"; "Oliver chiede di avere qualcosa in più da mangiare"; "The Artful Dodge incontra Oliver"; "Oliver viene introdotto nel covo di Fagin"; "Bill Sykes e Nancy"; "Il librario scagiona Oliver"; "Oliver è adottato da Mr. Brownlow"; "Oliver è ricatturato"; "Fagin sospetta Nancy di tradimento"; "Fagin fa spiare Nancy"; "Oliver visita Fagin in prigione"; "Delitto e castigo: Ah! Quegli occhi".

## Produzione
Il film fu prodotto dalla Pathé Frères.

## Distribuzione
Il film fu distribuito internazionalmente dalla Pathé Frères nel giugno 1910.